# Kanton Monistrol-sur-Loire
Der Kanton Monistrol-sur-Loire ist seit 1790 ein französischer Wahlkreis im Arrondissement Yssingeaux, im Département Haute-Loire und in der Region Auvergne-Rhône-Alpes.  Vertreter im Generalrat des Départements ist seit 2011 François Berger (NC).

## Geschichte
Der Kanton wurde am 4. März 1790 im Zuge der Einrichtung der Départements als Teil des damaligen „Distrikts Yssingeaux“ gegründet.
Mit der Gründung der Arrondissements am 17. Februar 1800 wurde der Kanton als Teil des damaligen Arrondissements Yssingeaux neu zugeschnitten.
Vom 10. September 1926 bis 1. Juni 1942 gehörte der Kanton zum Arrondissement Le Puy-en-Velay.
Siehe auch Geschichte Département Haute-Loire und Geschichte Arrondissement Yssingeaux.

## Geografie
Der Kanton grenzt im Norden an den Kanton Aurec-sur-Loire, im Nordosten an den Kanton Saint-Didier-en-Velay, im Südosten an den Kanton Sainte-Sigolène, im Süden an den Kanton Yssingeaux, im Westen an den Kanton Retournac und im Nordwesten an den Kanton Bas-en-Basset.

## Gemeinden
Der Kanton besteht aus vier Gemeinden mit insgesamt 14.106 Einwohnern (Stand: 2022) auf einer Gesamtfläche von 102,05 km²:
| Gemeinde                   | Einwohner 1. Januar 2022 | Fläche km² | Dichte Einw./km² | Code INSEE | Postleitzahl |
| -------------------------- | ------------------------ | ---------- | ---------------- | ---------- | ------------ |
| La Chapelle-d’Aurec        | 1.111                    | 11,79      | 94               | 43058      | 43120        |
| Les Villettes              | 1.455                    | 11,78      | 124              | 43265      | 43600        |
| Monistrol-sur-Loire        | 8.874                    | 48,25      | 184              | 43137      | 43120        |
| Saint-Maurice-de-Lignon    | 2.666                    | 30,23      | 88               | 43211      | 43200        |
| Kanton Monistrol-sur-Loire | 14.106                   | 102,05     | 138              | 4309       | –            |

Bis zur Neuordnung bestand der Kanton Monistrol-sur-Loire aus den vier Gemeinden: Beauzac, La Chapelle-d’Aurec, Monistrol-sur-Loire und Saint-Maurice-de-Lignon.